# TBN 음악여행
한영우의 TBN 음악여행은 TBN 경인교통방송(인천, 경기 FM 100.5MHz, 서해5도 FM 105.5MHz)에서 주말 오전 9시부터 10시 55분까지 방송했던 주말 음악 프로그램이다. 2022년 10월 23일 자로 21년만에 폐지되었다.

## 일일 코너
- Oldies But Goodies : 그때 그 시절 추억의 명곡, 올드팝을 들어보는 시간
- DJ 한영우의 음악감상실 : 청취자들의 사연과 신청곡을 전달하는 시간

## 주간 코너
- (토)이주에 이런 일이: 한 주에 가장 화제가 된 교통관련 사건, 정보들을 짧막하게 전달
- (일)팝 & 이슈 : 이슈가 되는 뉴스와 팝음악 이야기를 접목한 코너